# Kata Tjuta
Kata Tjuta (s diakritikou přesněji Kata Tjuṯa (Mnoho hlav, jinak také Olgas) je skupina asi 30 gigantických dómů ležící 42 km západně od Uluru ve středu australského kontinentu na domorodém území v Severním teritoriu, v Národním parku Uluru-Kata Tjuta. Nejvyšším vrcholem skupiny je Mount Olga, která se tyčí 546 metrů nad okolní krajinu.

## Popis
Komplex sestává z 36 skalních vrcholů, které zaujímají rozlohu 21,68 km². Nejvyšší vrchol, Mount Olga, má výšku 1066 m n. m. (546 m nad okolním terénem), je tak o 203 m vyšší nežli Uluru.
Skály jsou tvořeny usazenými horninami tvořenými drobnými kamínky a oblázky různého složení (granit, bazalt aj.), stmelených do pískovcové horniny. Komplex vznikl v důsledku erozních procesů před 500 miliony let. Skalní kupa leží na jižním okraji Amadeovy kotliny, která vznikla před cca 900 miliony let. V této kotlině se ukládaly miliony let vrstvy sedimentů. Po cca 300 milionech let se tento proces zastavil a vzniklo zde mělké jezero. Jezero vyschlo a vznikla zde solná vrstva. Závěrem nastoupilo chladné období. Starší sedimenty Amadeovy kotliny byly zvrásněny, zohýbány a stlačeny; vytvořilo se pohoří. To bylo podrobeno erozním procesům a u jeho paty se objevily velké masy naplavenin.
Zhruba před 500 miliony let opět území pokrylo mělké jezero, na jehož dně se opět ukládaly sedimenty, jež stlačily a stmelily hrubý štěrk v pískovec. Další vrásnění mělo za následek vymodelování Alice Springs a vrstva sedimentů Kata Tjuta se naklonila o 20° oproti horizontále. Před 65 miliony let se vytvořilo široké údolí mezi Uluru a Kata Tjuta, jež bylo posléze zaplněno říčními písky a uhelnými uloženinami. V této době vládlo deštivé klima a během posledních 500 000 let bylo klima zase sušší a vytvořil se slabý písečný povrch.

## Název
Alternativní název dal komplexu objevitel Ernest Giles, který jej objevil při cestě k Amadeovu jezeru, který jej chtěl pojmenovat podle botanika a geografa barona Ferdinanda von Muellera. Ten však tuto poctu odmítl a dal přednost pojmenování na počest württemberské královny Olgy Nikolajevny, dcery ruského cara Mikuláše I., manželky württemberského krále Karla I. 15. prosince roku 1993 byla jako oficiální politika dvojího pojmenování, sestávajícího ze základního, tradičního, a anglického názvu. Výsledkem bylo pojmenování «Mount Olga / Kata Tjuta». 6. listopadu roku 2002, na základě požadavku regionální asociace turismu, byl název oficiálně změněn na «Kata Tjuta / Mount Olga». V atlasech se nezřídka stále objevuje jako Olgas; tak celý komplex nazývají i obyvatelé regionu.

## Spirituální význam
Pro Anangy, zdejší australské domorodce, má stejný náboženský a kulturní význam jako Uluru. Jen je opředen větším tajemstvím, poněvadž příběhy domorodci drží v tajnosti. Je to posvátné místo, sloužící (dodnes) jako prostor mnoha rozmanitých rituálů, jež se konaly především v noci. Mezi jiným to bylo místo veřejných soudů a často i veřejného vykonávání trestů, nezřídka velmi krutých podob, včetně smrti – například znásilněná žena mohla po vynesení rozsudku proklát oštěpem pohlavní úd viníka.
Celá soustava roklí a údolí je od roku 1985 zapsána na seznamu UNESCO.

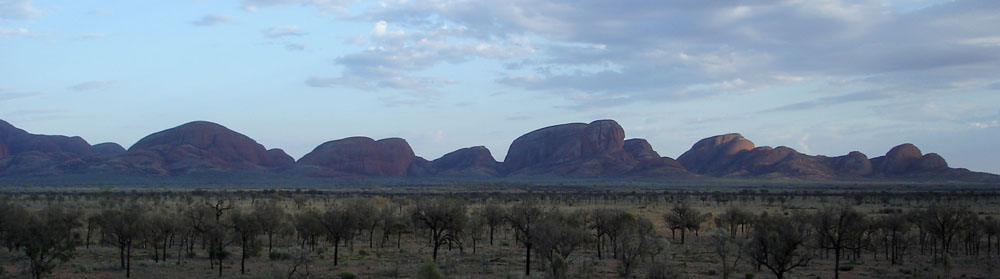